# Rymosia coulsoni
Rymosia coulsoni är en tvåvingeart som beskrevs av Chandler 1994. Rymosia coulsoni ingår i släktet Rymosia och familjen svampmyggor. Inga underarter finns listade i Catalogue of Life.